# Fates Warning
 (транскр.  Фејтс ворнинг) јесте прогресив метал група коју су, 1982. године, основали Џон Арч, Џим Матеос, Виктор Ардуини, Џо Дибјази и Стив Цимерман у Хатрфорду, држава Конектикат, САД.
Група је својим раним радовима директно допринела афирмисању жанра прогресивног метала. Њихов стил је, по речима многих, умногоме дефинисао сам жанр. У коментарима и захвалницама проширеног издања албума Awaken the Guardian из 2005, бубњар бенда Дрим Тијатер, Мајк Портној је истакао да „врло често љубитељи и критичари ове музике истичу Дрим Тијатер као зачетника потпуно новог жанра прогресивне метал музике у касним осамдесетим, односно раним деведесетим, ... али је истина да су Фејтс Ворнинг то радили годинама пре нас“.

## Каријера
Први албум, , објављен је 1984. године под великим стилским утицајем Ајрон Мејдена.
The Spectre Within, са значајно прогресивнијим звуком, издају 1985.
Пробитни гитариста Виктор Ардуини напушта бенд 1986. године. На његово место долази Френк Арести. Током те године, објављен је трећи албум Awaken the Guardian, при чему бенд ствара донекле митску атмосферу.
Пред сам почетак рада на новом албуму, 1987. године, првобитни певач Џон Арч напушта групу. Рад се наставља 1988, када у групу долази Реј Алдер. Исте године објављују трећи албум, No Exit.
Настављајући традицију сталне промене састава, бубњар Стив Цимерман напушта бенд крајем 1988, а његово место, од 1989 попуњава Марк Зондер. Исте године издају албум Perfect Symmetry. Као гост на том албуму појавио се тадашњи клавијатуриста групе Дрим Тијатер, Кевин Мур.
Следећи албум, , објављују 1991. године. По мишљењу неких слушалаца и критичара, ово је било потпуно комерцијално издање. Нови певач бенда Дрим Тијатер, Џејмс Лабри се појављује као гост током песме Life in Still Water.
Следећи албум из 1994, Inside Out, углавном наставља у стилу претходног, додајући више мелодичности песмама.
Компилацијски албум Chasing Time, објављују 1995, на који стављају две претходно необјављене песме.
Џо Дибјази и Френк Арести напуштају групу током 1996. године.
Преостала три члана - Алдер, Матеос и Зондер 1997. године објављују A Pleasant Shade of Gray. Албум је угостио пар музичара: Џоија Виру на басу и Кевина Мура на клавијатурама. На овом концептуалном албуму група открива своју мрачнију страну, потпуно другачију од њихових претходних радова. Албум, првобитно педесетоминутна песма, подељен је на 12 одвојених деоница.
Комплет живих наступа од два ЦД-а, Still Life, бива објављен 1998. Први диск садржи целокупан A Pleasant Shade of Gray изведен уживо, док је на другом, између осталих, комплетна верзија песме The Ivory Gate of Dreams са албума No Exit. На овом албуму групу прате Берни Версај, додатни гитариста и Џејсон Кисер на клавијатурама, уз басисту Џоија Виру.
Током 2000, Мур и Вира се враћају да би снимили следећи албум Disconnected.
FWX, десети и за сада последњи студијски албум објављен је 2004. Бубњар Марк Зондер је објавио да ће то бити његов последњи албум са бендом, пошто жели да се посвети другим интересовањима, па је и напустио бенд 2005.
Снимак концерта у Атини, Live in Athens, објављен је као DVD видео, 2005. Убрзо је уследио и ЦД. На турнеји која укључује овај наступ у Атини, као и на пар наредних, са бендом је наступио бивши члан Френк Арести.
Група је снимила обраде песама за неколико албума посвећених великим бендовима (енгл. tribute), као што су: Раш, Џудас прист и Рони Џејмс Дио између осталих.

## Дискографија

### Студијски албуми
- (1984)
- (1985)
- (1986)
- (1988, 2007)
- (1989, 2008)
- (1991)
- (1994)
- (1997)
- (2000)
- (2004)
- (2013)
- (2016)

### Живи албуми
- (1998)
- (DVD, 2003)
- (2005)
- (DVD, 2 CD, 2017)
- (2018)

### Компилације
- (1995)

## Различита издања
- 1983 (1983)
- (1983)
- 1984 (1984)
- (1985)
- (1994)
- (1997)
- (2005)

## Видеографија

### Спотови
- (1986)
- (1988)
- (1988)
- (1989)
- (1991)
- (1992)
- (1994)

### DVD и ВХС
- (1998, ВХС)
- (2000, DVD)
- (2003, DVD)
- (2005, DVD)

## Састав

### Садашњи чланови
- Реј Алдер - вокали (1987 - данас)
- Џим Матеос - гитаре (1982 - данас)
- Џои Вира - бас (2000 - данас)

### Бивши чланови
- Џон Арч - вокали (1982 - 1987)
- Крис Кронк - вокали (1987)
- Виктор Ардуини - гитаре (1982 - 1986)
- Френк Арести - гитаре (1986 - 1996)
- Џо Дибјази - бас (1982 - 1996)
- Стив Цимерман - бубњеви (1982 - 1988)
- Марк Зондер - бубњеви (1988 - 2005)